# Ceratozamia brevifrons
Ceratozamia brevifrons es una especie de Cycadopsida del género Ceratozamia, de la familia Zamiaceae, del orden Cycadales.

## Distribución
Ceratozamia brevifrons se distribuye por México (Veracruz).

## Taxonomía
Fue descrita científicamente por Miq.. Fue publicado por primera vez en Miq. In: Tijdschr. Wis- Natuurk. Wetensch. Eerste Kl. Kon. Ned. Inst. Wetensch. 1(1): 41-42. (1847).